# 김남우 (축구 선수)
김남우(1980년 5월 14일 ~ )은 대한민국의 축구 선수이며, 포지션은 센터백이다.